# Elecciones parlamentarias de Portugal de 1985
Las elecciones parlamentarias de Portugal de 1985 se celebraron el 6 de octubre de ese año, con el propósito de elegir a los miembros de la Asamblea de la República.
Con una abstención del 25,84%, los resultados fueron los siguientes:
| Elecciones legislativas portuguesas de 1985                |           |        |         |
| Partido                                                    | Votos     | %      | Escaños |
| Partido Social Demócrata (PSD)                             | 1.732.288 | 29,87  | 88      |
| Partido Socialista (PS)                                    | 1.204.321 | 20,77  | 57      |
| Partido Renovador Democrático (PRD)                        | 1.038.893 | 17,92  | 45      |
| Alianza Pueblo Unido (APU)                                 | 898.281   | 15,49  | 38      |
| Centro Democrático Social (CDS)                            | 577.580   | 9,96   | 22      |
| Unión Democrática Popular (UDP)                            | 73.401    | 1,27   | 0       |
| Partido Demócrata Cristiano (PDC)                          | 41.831    | 0,72   | 0       |
| Partido Socialista Revolucionario (PSR)                    | 35.238    | 0,61   | 0       |
| PCTP/MRPP                                                  | 19.943    | 0,34   | 0       |
| Partido de los Trabajadores de la Unidad Socialista (POUS) | 19.085    | 0,33   | 0       |
| Partido Comunista (Reconstruido) (PC(R))                   | 12.749    | 0,22   | 0       |
| Votos en blanco                                            | 48.709    | 0,84   |         |
| Votos nulos                                                | 96.610    | 1,67   |         |
| Total                                                      | 5.798.929 | 100,00 | 250     |